# آرتشي كومكس

شعار آرتشي مع بيتي وفيرونيكا

آرتشي كومكس (بالإنجليزية: Archie Comics)‏ هي شركة نشر في الولايات المتحدة التي تنشر مجلات القصص مصورة، أو «كومكس» (Comics). آرتشي كومكس تشتهر مجموعتها بالشخصيات الخيالية الظريفة، والتي معظمها من الشباب، وقصص عن حياتهم في أيام المراهقة.
بعض هذه الشخصيات هي:
- آرتشي أندروز (Archie Andrews)
- فورسايث جونز، الملقب بجاغهيد (Forsythe "Jughead" Jones)
- بيتي كوبر (Betty Cooper)
- فيرونيكا لودج (Veronica Lodge)
- ريجي مانتل (Reggie Mantle)

نشر قصص المصورة لآرتشي كومكس لأول مرة على العدد الـ #22 لپيپ كومكس (Pep Comics) في 21 ديسمبر (كانون الأوّل)،1941.
قامت آرتشي كومكس أيضاً بإنشاء العديد من القصص المصورة المتعلقة بشخصيات مشهورة مثل:
- القنفذ سونيك
- ميجا مان

في يونيو (حزيران) 2006، نشر الشركة الكويتية تشكيل كومكس لأول مرة مجلة قصص مصورة لآرتشي كومكس بلغة العربية.

## وصلات خارجية
- الموقع الرسمي